# Vikoskloof

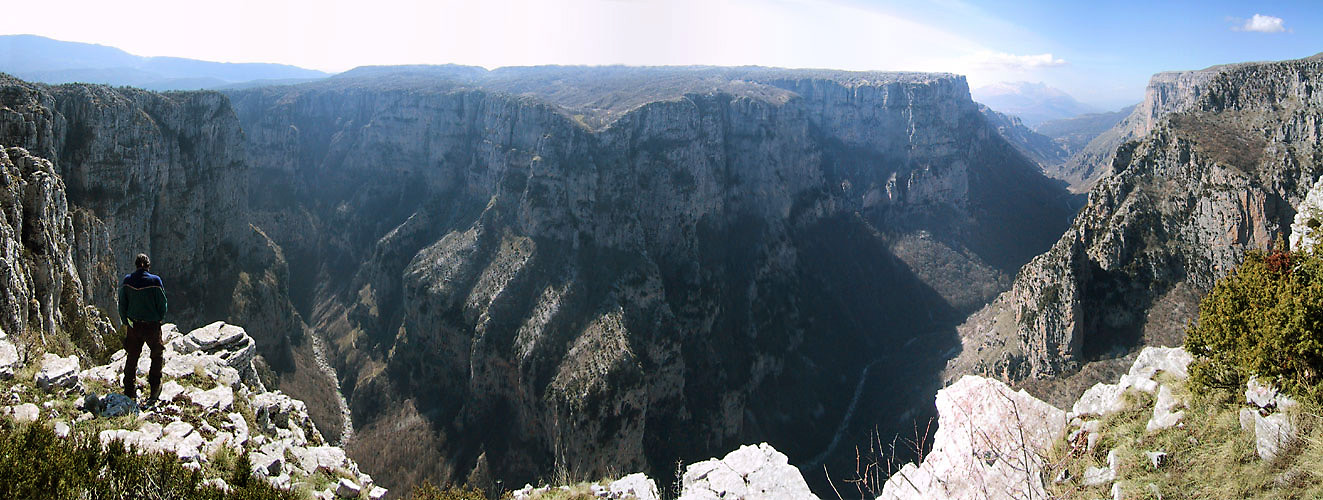
Panorama op de Vikoskloof.

De Vikoskloof (Grieks: Φαράγγι του Βίκου) is een kloof in het Pindosgebergte in het noorden van Griekenland. De kloof is ongeveer 20 kilometer lang, de diepte varieert van 450 tot 1.600 meter en de wijdte van 400 meter tot slechts enkele meters in het smalste gedeelte.
De Vikoskloof staat in het Guinness Book of Records vermeld als diepste kloof ter wereld, waarbij door gebruikmaking van allerlei criteria diepere kloven als de Colca Canyon vanwege een grotere breedte-diepteverhouding worden uitgesloten.

## Locatie
De kloof bevindt zich in het midden van het Nationaal park Noord-Pindos in de regio Zagori. Ze begint tussen de dorpen Monodendri en Koukouli en eindigt vlak bij het dorp Vikos (ook wel Vitsiko genoemd). In de kloof ontstaat de rivier Voidomatis uit enkele kleinere riviertjes. De rivier staat in de zomer vrijwel geheel droog op een klein gedeelte na.

## Geomorfologie
Het landschap van de 20 kilometer lange kloof, waarvan zich 12 kilometer in het park bevindt, wordt gekarakteriseerd door abrupte hoogteveranderingen. Met name in de middelste en hogere regionen zijn steile wanden en kliffen te vinden. De kloof is gedurende miljoenen jaren uitgesleten door de Voidomatis, een zijrivier van de Aoös. Door het uitslijten van de kloof laten de wanden gesteentes zien uit verschillende periodes.